# Ferrari 312
Ferrari 312 är en formel 1-bil, tillverkad av den italienska biltillverkaren Ferrari mellan 1966 och 1969.

## Bakgrund
Till säsongen 1966 beslutade FIA att formel 1-VM skulle köras med treliters sugmotorer, alternativt 1,5-liters överladdade motorer. Detta förväntades gynna Ferrari som hade lång erfarenhet av att bygga trelitersmotorer till olika 250-modeller, men verkligheten visade sig bli lite annorlunda.

## Utveckling
Chefskonstruktören Mauro Forghieri utgick från V12-motorn i sportvagnen 275 P, men fick minska slaglängden för att klara trelitersgränsen. F1-motorn fick även dubbla överliggande kamaxlar, dubbeltändning och bränsleinsprutning men hade ännu bara två ventiler per cylinder. Motorn monterades sedan i ett chassi som i princip hämtats från företrädaren 158/1512, men som förstärkts för att kunna hantera den starkare trelitersmotorn.
Inför 1967 uppdaterades motorn med nya treventilstoppar. Insug- och avgasventiler bytte plats och grenröret hamnade i mitten av cylinderbankarna.
Till 1968 försökte Forghieri få ut mer effekt ur motorn genom att montera fyrventilstoppar. Motorn hade nu nått gränsen för sin utvecklingspotential och kom att präglas av bristande tillförlitlighet. Inför 1968 hade FIA godkänt aerodynamiska hjälpmedel och under säsongen införde Ferrari en vinge placerad bakom sittbrunnen, ovanför motorn.
Under 1968 kämpade Enzo Ferrari även med att nå en ekonomisk uppgörelse med Fiat som slutade med att han sålde biltillverkningen men behöll kontrollen över tävlingsverksamheten. 312-modellen lämnades oförändrad under 1969 medan Forghieri använde företagets nya resurser till att utveckla en ny motor till efterträdaren 312B.

## Tekniska data
| Tekniska data           | 312 F1-66                                                                              | 312 F1-67                                                                              | 312 F1-68                                                                              |
| ----------------------- | -------------------------------------------------------------------------------------- | -------------------------------------------------------------------------------------- | -------------------------------------------------------------------------------------- |
| Motor:                  | Mittmonterad 60° 12-cylindrig V-motor                                                  | Mittmonterad 60° 12-cylindrig V-motor                                                  | Mittmonterad 60° 12-cylindrig V-motor                                                  |
| Cylindervolym:          | 2989 cm³                                                                               | 2989 cm³                                                                               | 2989 cm³                                                                               |
| Borrning x slaglängd:   | 77,0 x 53,5 mm                                                                         | 77,0 x 53,5 mm                                                                         | 77,0 x 53,5 mm                                                                         |
| Kompression:            | 11,8:1                                                                                 | 11,8:1                                                                                 | 11,8:1                                                                                 |
| Max effekt vid varvtal: | 360 hk vid 10 000 v/min                                                                | 390 hk vid 10 000 v/min                                                                | 410 hk vid 11 000 v/min                                                                |
| Ventilstyrning:         | Dubbla överliggande kamaxlar per cylinderrad                                           | Dubbla överliggande kamaxlar per cylinderrad                                           | Dubbla överliggande kamaxlar per cylinderrad                                           |
| Ventiler per cylinder:  | 2 st                                                                                   | 3 st                                                                                   | 4 st                                                                                   |
| Bränslesystem:          | Lucas bränsleinsprutning                                                               | Lucas bränsleinsprutning                                                               | Lucas bränsleinsprutning                                                               |
| Växellåda:              | 5-växlad manuell                                                                       | 5-växlad manuell                                                                       | 5-växlad manuell                                                                       |
| Hjulupphängning fram:   | Övre tvärlänk, undre triangellänk, skruvfjädrar                                        | Övre tvärlänk, undre triangellänk, skruvfjädrar                                        | Övre tvärlänk, undre triangellänk, skruvfjädrar                                        |
| Hjulupphängning bak:    | Övre tvärlänk, undre triangellänk, dubbla längslänkar, skruvfjädrar, krängningshämmare | Övre tvärlänk, undre triangellänk, dubbla längslänkar, skruvfjädrar, krängningshämmare | Övre tvärlänk, undre triangellänk, dubbla längslänkar, skruvfjädrar, krängningshämmare |
| Bromsar:                | Hydrauliska skivbromsar                                                                | Hydrauliska skivbromsar                                                                | Hydrauliska skivbromsar                                                                |
| Chassi & kaross:        | Självbärande monocoque                                                                 | Självbärande monocoque                                                                 | Självbärande monocoque                                                                 |
| Hjulbas:                | 240 cm                                                                                 | 240 cm                                                                                 | 240 cm                                                                                 |
| Torrvikt:               | 600 kg                                                                                 | 550 kg                                                                                 | 510 kg                                                                                 |

## Tävlingsresultat

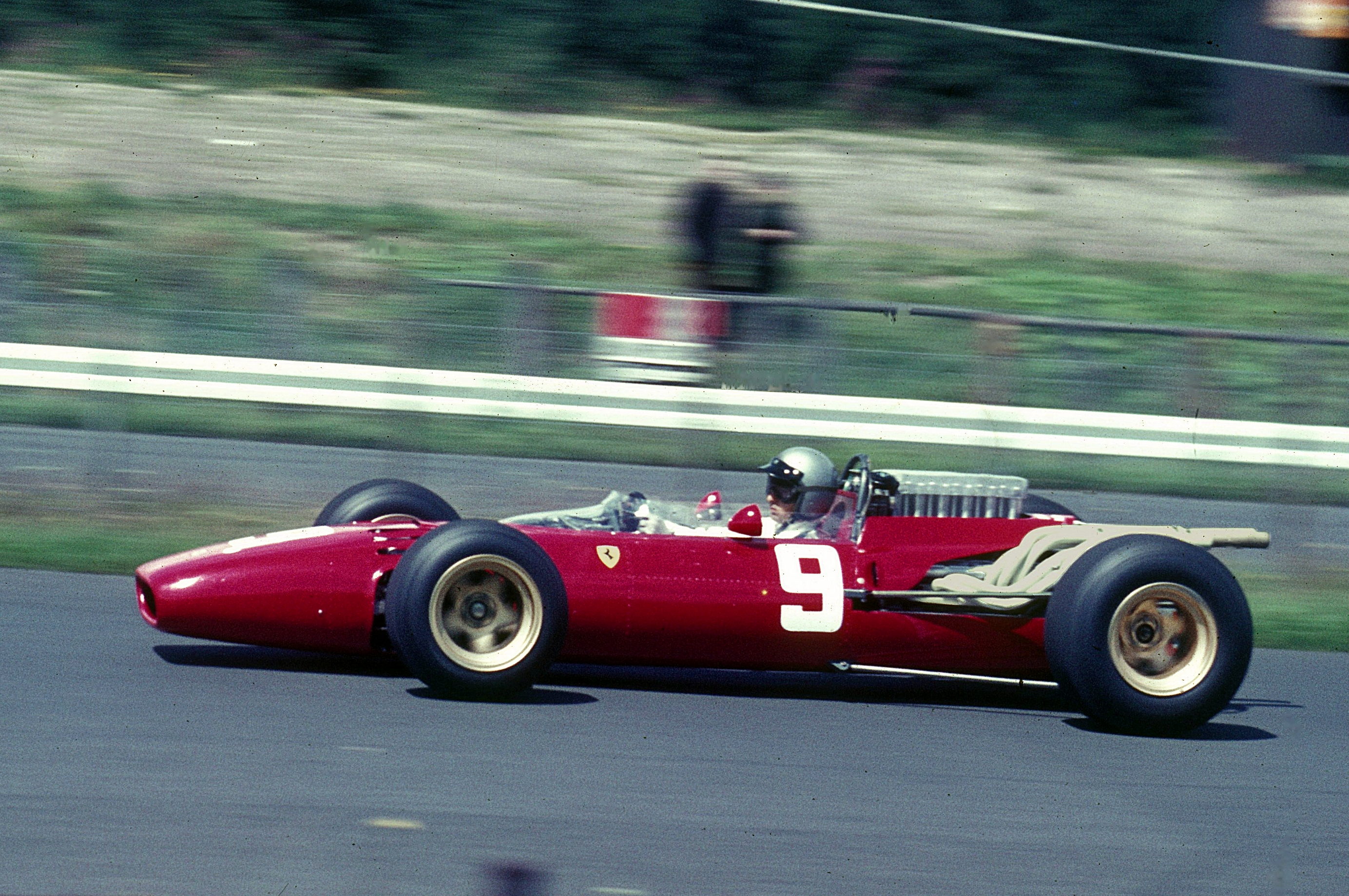
Lorenzo Bandini vid Tysklands Grand Prix 1966.

### Formel 1-VM 1966
John Surtees tog en seger 1966, den första säsongen med trelitersformeln, i Belgiens Grand Prix. Därefter lämnade han stallet eftersom han inte tyckte de prioriterade formel 1-verksamheten. Senare under året vann Ludovico Scarfiotti Italiens Grand Prix, men bäste poängplockare blev Mike Parkes med en åttondeplats i förarmästerskapet. Ferrari slutade på andra plats i konstruktörsmästerskapet efter Brabham.

### Formel 1-VM 1967
1967 blev Chris Amon bäste Ferrariförare med fyra tredjeplatser som främsta resultat. Det räckte till en femteplats i förarmästerskapet. Ferrari blev fyra i konstruktörsmästerskapet, en plats man delade med Honda.

### Formel 1-VM 1968
Efter den bleka säsongen 1967 lyckades Jacky Ickx bärga en seger till stallet 1968, i Frankrikes Grand Prix. Ickx slutade fyra i förarmästerskapet och Chris Amon på tionde plats. I konstruktörsmästerskapet slutade Ferrari återigen fyra.

### Formel 1-VM 1969
1969 blev ett förlorat år, med Chris Amons tredjeplats i Nederländernas Grand Prix som bästa resultat. Scuderia Ferrari brydde sig inte ens om att delta i årets avslutande tävlingar i Nordamerika utan lämnade till NART att försvara märkets färger. Amon slutade på tolfte plats i förarmästerskapet med NART:s Pedro Rodríguez på plats fjorton. I konstruktörsmästerskapet delade Ferrari femteplatsen med BRM.